# Antoon Houbrechts
Antoon Houbrechts (Tongeren, Limburg, 6 de setembre de 1943) va ser un ciclista belga que fou professional entre 1966 i 1981. Durant la seva carrera esportiva destaquen les victòries en la general de la Volta a Portugal de 1967 i la Tirrena-Adriàtica de 1970. La seva darrera gran victòria fou una etapa a la Volta a Catalunya de 1978.

## Palmarès
- 1964
  - 1r a la Volta a Limburg amateur i vencedor d'una etapa
  - Vencedor d'una etapa a la Volta a la Província de Lieja
- 1965
  - 1r a Helchteren
  - 1r a Machelen
  - Vencedor d'una etapa a la Volta a Portugal
- 1966
  - 1r a Huldenberg
  - 1r a Assent
- 1967
  - 1r a la Volta a Portugal i vencedor de 2 etapes
  - 1r a Beveren-Waas
  - 1r a Roulers
- 1968
  - 1r a la Volta a Andalusia
  - 1r al Circuit d'Heule
- 1969
  - 1r del Campionat de Brabant
- 1970
  - 1r a la Tirrena-Adriàtica
  - 1r al Tour de Valònia
  - 1r a Zomergem
  - Vencedor d'una etapa al Giro de Sardenya
- 1971
  - 1r al Giro d'Úmbria
- 1972
  - 1r a la Nokere Koerse
  - 1r a la Copa Sabatini
  - Vencedor d'una etapa al Giro de Sardenya
- 1973
  - 1r al Gran Premi Unió de Dortmund
  - Vencedor d'una etapa a la Volta a Mallorca
- 1974
  - 1r a Houtem-Vilvoorde
- 1976
  - 1r a Nieuwekerken-Waas
- 1977
  - 1r a Stal-Koersel
- 1978
  - 1r a Zottegem-Strijpen
  - 1r a Rummen
  - 1r a Tienen
  - Vencedor d'una etapa a la Volta a Catalunya

### Resultats al Tour de França
- 1968. 16è de la classificació general
- 1970. 8è de la classificació general
- 1972. 13è de la classificació general
- 1973. 16è de la classificació general
- 1975. 24è de la classificació general

### Resultats al Giro d'Itàlia
- 1966. 52è de la classificació general
- 1970. 20è de la classificació general
- 1971. 8è de la classificació general
- 1972. 15è de la classificació general
- 1974. 13è de la classificació general
- 1975. 25è de la classificació general
- 1976. 15è de la classificació general
- 1977. 29è de la classificació general